# Danh sách cửa biển Việt Nam

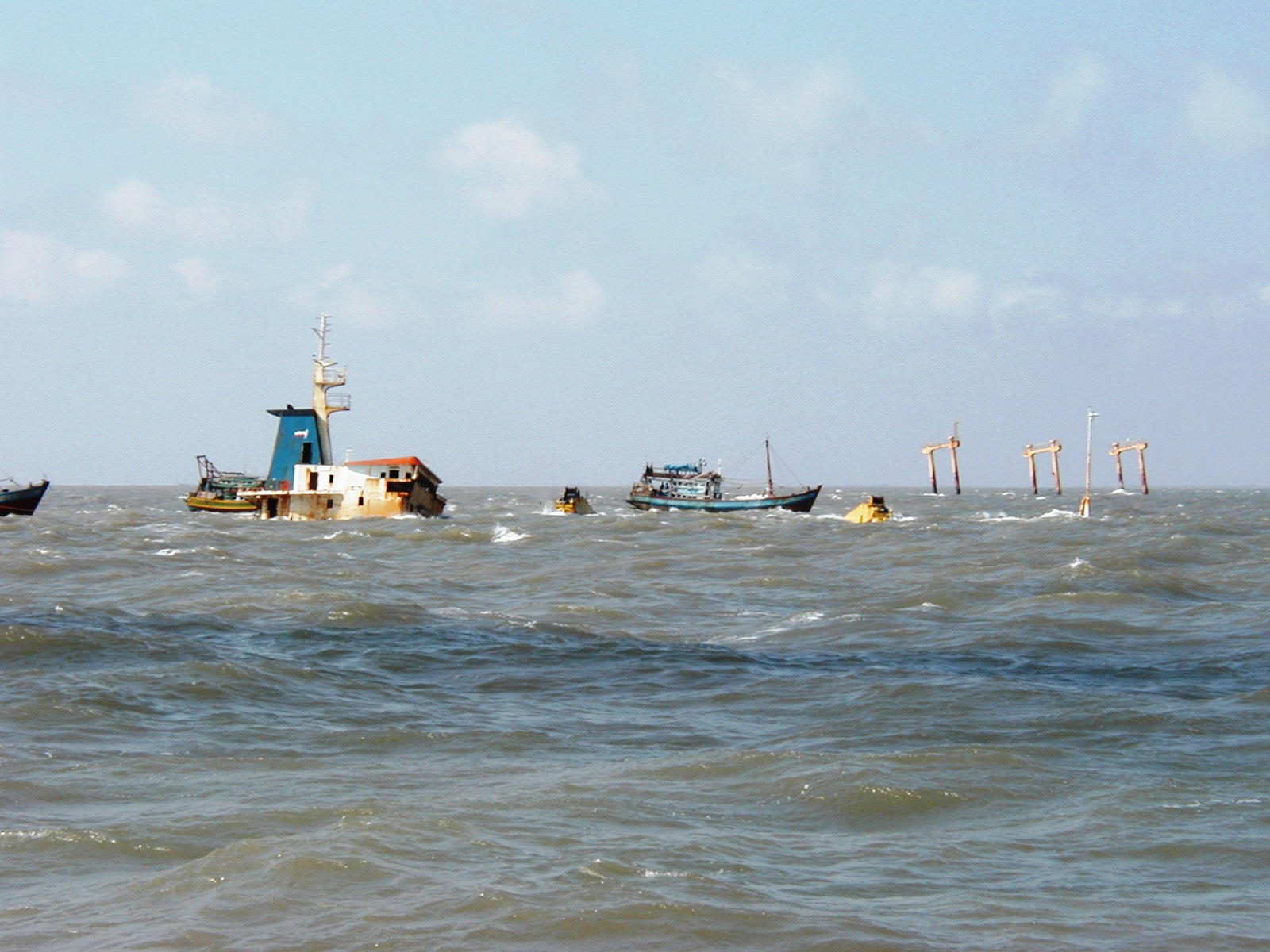
Tàu chìm ngoài cửa Định An, Mekong (2003)

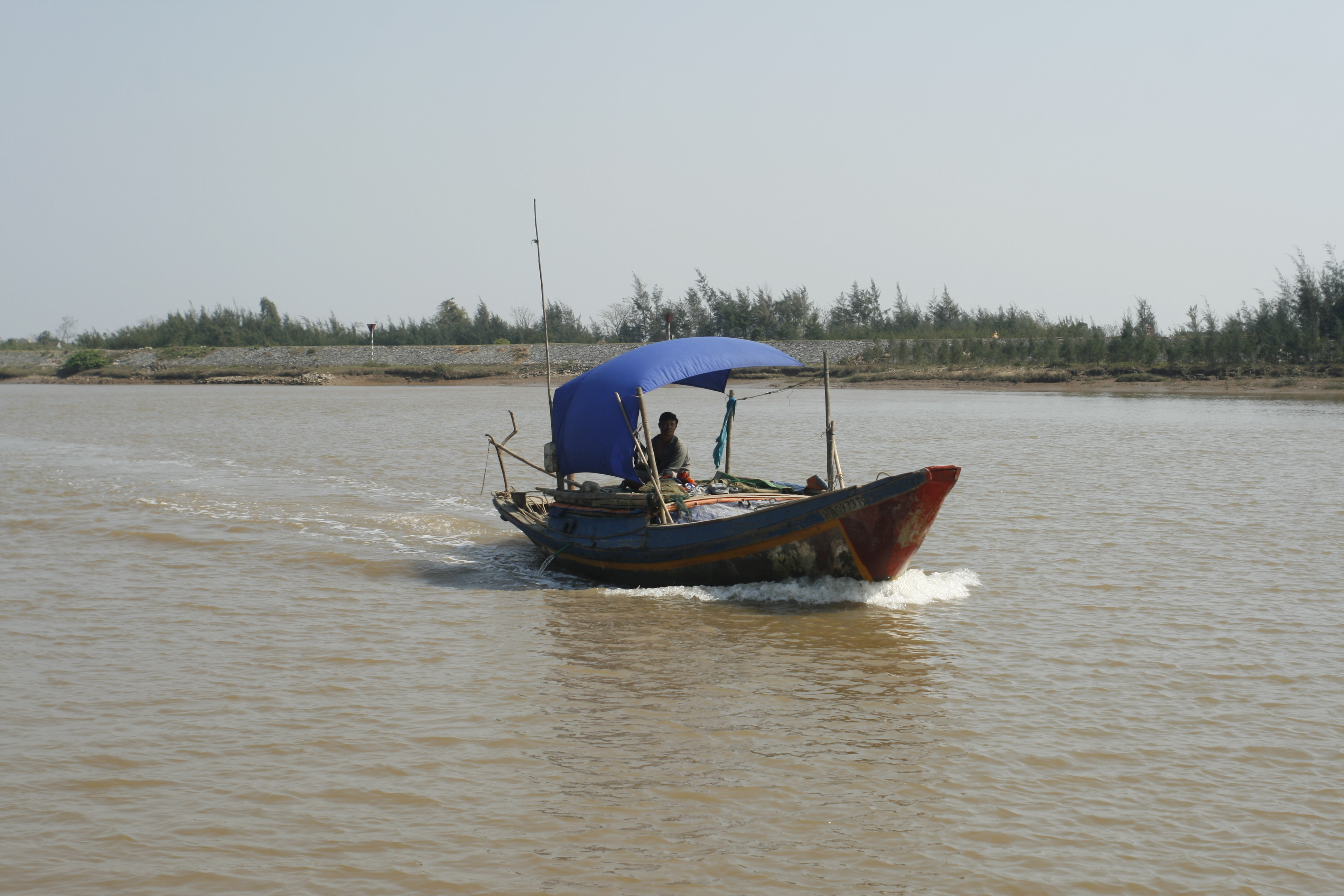
Lạch Sung - nơi con sông Lèn đổ ra Biển Đông

Việt Nam là nước có nhiều hệ thống sông ngòi dày đặc đổ ra biển, trải dài từ bắc tới nam với 3260 km đường bờ biển, 112 cửa sông, lạch. Dưới đây là danh sách các cửa biển ở Việt Nam.

## Cửa biển ở miền Bắc
1. Cửa Bắc Luân (sông Ka Long, Quảng Ninh)
2. Cửa Bạch Đằng
3. Cửa Nam Triệu (sông Bạch Đằng, Hải Phòng)
4. Cửa Văn Úc (sông Văn Úc, Hải Phòng)
5. Cửa Lạch Tray (sông Lạch Tray, Hải Phòng)
6. Cửa Cấm (sông Cấm, Hải Phòng)
7. Cửa Thái Bình (sông Thái Bình, Hải Phòng)
8. Cửa Diêm Hộ (sông Diêm Hộ, Thái Thụy, Thái Bình)
9. Cửa Trà Lý (sông Trà Lý, Thái Bình)
10. Cửa Ba Lạt (sông Hồng, Thái Bình - Nam Định)
11. Cửa Lạch Giang (sông Ninh Cơ, Nam Định)
12. Cửa Đáy (cửa Đại An, Ninh Bình-Nam Định)
13. Cửa Càn (cửa Lạch Càn, Ninh Bình-Thanh Hóa)
14. Cửa Lèn (sông Lèn, Thanh Hóa)
15. Cửa Hới (sông Mã, Thanh Hóa)
16. Cửa Lạch Ghép (sông Yên, Thanh Hóa)
17. Cửa Lạch Bạng (Thanh Hóa)
18. Cửa Lò, sông Cấm, Nghệ An
19. Cửa Hội (sông Lam, Nghệ An - Hà Tĩnh)
20. Cửa Sót (sông Nghèn, Hà Tĩnh)
21. Cửa Nhượng (Sông Rác, Hà Tĩnh)

## Cửa biển ở miền Trung
1. Cửa Gianh (sông Gianh, Quảng Bình)
2. Cửa Nhật Lệ (sông Nhật Lệ, Quảng Bình)
3. Cửa Tùng (sông Bến Hải, Quảng Trị)
4. Cửa Việt (sông Thạch Hãn, Quảng Trị)
5. Cửa Thuận An (sông Hương, Thừa Thiên Huế)
6. Cửa Tư Hiền (Thừa Thiên Huế)
7. Cửa Nam Ô (sông Cu Đê, Đà Nẵng)
8. Cửa Đại (sông Thu Bồn, Quảng Nam)
9. Cửa Sơn Trà (sông Trà Bồng, Quảng Ngãi)
10. Cửa Sa Kỳ (Quảng Ngãi)
11. Cửa Đại Cổ Lũy (sông Trà Khúc, Quảng Ngãi)
12. Cửa Lở (sông Vệ, Quảng Ngãi)
13. Cửa Mỹ Á (Quảng Ngãi)
14. Cửa Sa Huỳnh (Quảng Ngãi)
15. Cửa Tam Quan (Bình Định)
16. Cửa Thị Nại (Bình Định)
17. Cửa Tiên Châu (sông Kỳ Lộ, Phú Yên)
18. Cửa Đà Diễn (sông Đà Rằng, Phú Yên)
19. Cửa Đà Nông (sông Bàn Thạch, Phú Yên)
20. Cửa Hà Liên (sông Dinh, Khánh Hòa)
21. Cửa Lớn (Đại Cù Huân) (sông Cái, Khánh Hòa)
22. Cửa Bé (Tiểu Cù Huân) (sông Cái, Khánh Hòa)
23. Cửa Cam Ranh (Khánh Hòa)

## Cửa biển ở miền Nam
1. Cửa Soài Rạp (sông Soài Rạp, Thành phố Hồ Chí Minh - Tiền Giang)
2. Cửa Tiểu (sông Cửa Tiểu, Tiền Giang)
3. Cửa Đại (sông Cửu Long) (sông Mỹ Tho, Tiền Giang - Bến Tre)
4. Cửa Ba Lai (sông Ba Lai, Bến Tre)
5. Cửa Hàm Luông (sông Hàm Luông, Bến Tre)
6. Cửa Cổ Chiên (sông Cổ Chiên, Bến Tre)
7. Cửa Cung Hầu (sông Cổ Chiên, Bến Tre - Trà Vinh)
8. Cửa Định An (sông Hậu)
9. Cửa Trần Đề (sông Hậu)
10. Cửa Mỹ Thanh (sông Mỹ Thanh, Sóc Trăng)
11. Cửa Gành Hào (sông Gành Hào, Bạc Liêu - Cà Mau)
12. Cửa Bồ Đề (sông Cửa Lớn, Cà Mau)
13. Cửa Mũi Ông Trang (sông Cửa Lớn, Cà Mau)
14. Cửa Bảy Háp (sông Bảy Háp, Cà Mau)

## Cửa biển cũ
1. Cửa Thần Phù (Ninh Bình - Thanh Hóa)
2. Cửa Ba Thắc (sông Hậu, đã bị đất bồi từ khoảng thập niên 1970)